# Fedor den Hertog
Fedor Iwan den Hertog (Utrecht, 20 aprile 1946 – Ermelo, 12 febbraio 2011) è stato un ciclista su strada e pistard olandese. Tra i dilettanti vinse il titolo olimpico nella cronometro a squadre ai Giochi di Città del Messico 1968; fu poi professionista su strada dal 1974 al 1981.

## Piazzamenti

### Competizioni mondiali
- Campionati del mondo

Leicester 1970 - Cronosquadre: 3º
Mendrisio 1971 - Cronosquadre: 2º
Mendrisio 1971 - In linea Dilettanti: 10º
- Giochi olimpici

Città del Messico 1968 - Cronosquadre: vincitore
Città del Messico 1968 - Inseguimento ind.: non classificato
Monaco di Baviera 1972 - Cronosquadre: squalificato
Monaco di Baviera 1972 - In linea: 25º